# 贾晓伟
贾晓伟（1975年7月—），陕西榆林人，中华人民共和国政治人物。

## 生平
1975年7月，贾晓伟出生在陕西省榆林县（今榆林市）。
贾晓伟先后出任略阳县劳动服务局干事、共青团略阳县委副书记、共青团汉中市委副书记、中共留坝县委常委兼常务副县长、中共留坝县委副书记。1999年11月，24岁的贾晓伟出任共青团略阳县委书记（正科级），2001年调任略阳县仙台坝乡（今仙台坝镇）党委书记，是当时汉中市最年轻的乡镇党委书记。
2012年3月，37岁的贾晓伟出任共青团汉中市委书记，再次成为汉中市最年轻的正处级干部之一。
2015年2月，贾晓伟出任中共留坝县委常委，同年4月兼任县人民政府副县长。
2021年9月，贾晓伟转任中共镇巴县委副书记、代县长，次年3月正式出任县长。

### 落马
2024年9月19日，贾晓伟涉嫌严重违纪违法接受陕西省纪委监委纪律审查和监察调查。